# Hasanwàyhida
La dinastia hasanwàyhida o dels hasanwàyhides fou una nissaga kurda.
Es va originar en el cap kurd Abu-l-Fawaris Hassanuya anomenat Hasasnwayh ibn Hàssan (o Hussayn) Barzikani (958-979), de la tribu kurda dels barzikani; grups de la tribu estaven governats per diversos parents però la mort de dos oncles (el 960 i el 961) i la victòria militar sobre un nebot li van permetre dominar nombroses fortaleses (himayats) a la regió del Djibal mitjà (Karmisin). Va donar suport als buwàyhides contra els samànides i va obtenir diverses concessions de Rukn-ad-Dawla amb les que va incrementar el seu poder. Va aconseguir resistir amb èxit a Sahlan ibn Mussàfir, governador buwàyhida de Hamadan, que volia cobrar el tribut degut, i el visir buwàyhida Ibn al-Amid va iniciar una expedició de càstig, de la que es va salvar per la mort inesperada del visir; el fill d'aquest Abu l-Fath ibn al-Amid va negociar i li va acabar concedint l'autonomia financera (amb dret de cobrar impostos als seus dominis) a canvi d'un tribut de 50000 dinars i un nombre de caps de bestiar (desembre del 970). Després es va aliar al seu antic enemic Sahlan, que també era mig independent, confirmant l'aliança amb un enllaç matrimonial. En la lluita entre Izz-ad-Dawla Bakhtiar i el seu cosí Àdud-ad-Dawla, va prometre suport al primer que estava lligat al buwàyhida Fakhr-ad-Dawla, però es va limitar a enviar-li als seus fills Abd-ar-Razzak i Badr, i va esperar per anar-hi en persona a la derrota de Bakhtiar, que va morir. Hàbilment es creu que va saber fer la pau amb Àdud-ad-Dawla, que sigui com sigui no va iniciar cap acció.
Va morir el 979 a la fortalesa de Sarmadj que era la seva principal residència, i estava al sud de Bisutun.
Les discòrdies van esclatar entre els seus fills. A les lluites entre Àdud-ad-Dawla i el seu germà Muàyyid-ad-Dawla d'Esfahan i Hamadan d'un costat, i l'altre germà, Fakhr-ad-Dawla de Rayy, alguns hasanwàyhides com Abd-ar-Razzak, van donar suport al darrer, i altres com Badr van restar al costat d'Àdud-ad-Dawla. Derrotat Fakhr va arrossegar als seus aliats. Sarmadj, que estava en poder del fill Bakhtiyar, fou capturada, i finalment van morir tots els fills d'Hassanwayh excepte Badr (Abu-n-Najm Badr ibn Hassanwayh) que va rebre el títol d'hàjib i el comandament general dels kurds barzikani com a vassall de Muàyyid-ad-Dawla, hereu de les possessions de Fakhr-ad-Dawla (980).
Pel regnat de Badr ibn Hassanwayh, vegeu Abu-n-Najm Badr ibn Hassanwayh.
Badr va morir en un combat menor el 1014. El seu net, Tahir ibn Hilal, havia ocupat Shahrazur i va alliberar al seu pare Hilal, empresonat per orde de Bahà-ad-Dawla (però aquest havia mort el 1013) i el va posar al front de la tribu kurda dels barzikani i tribus sotmeses. Va governar uns mesos però el 1015 va ser derrotat per Hissam-ad-Din Abu-x-Xawq Faris, emir annàzida d'Hulwan, fill i successor d'Abu-l-Fat·h Muhàmmad ibn Annaz.
La família hasanwàyhida va conservar únicament la seva fortalesa principal, Sarmadj. El darrer emir va morir el 1047 i la fortalesa va passar al seljúcida Ibrahim Inal.